# Leucauge opiparis
Leucauge opiparis este o specie de păianjeni din genul Leucauge, familia Tetragnathidae, descrisă de Simon, 1907. Conform Catalogue of Life specia Leucauge opiparis nu are subspecii cunoscute.